# Breviceps bagginsi
Breviceps bagginsi е вид жаба от семейство Brevicipitidae. Видът е уязвим и сериозно застрашен от изчезване.

## Разпространение
Разпространен е в Южна Африка (Квазулу-Натал).